# Obamacare
Le Patient Protection and Affordable Care Act (en français, Loi sur la Protection des Patients et les Soins Abordables), surnommée « Obamacare », est une loi votée par la 111e législature du Congrès des États-Unis et promulguée par le président Barack Obama le 23 mars 2010. Elle constitue le principal volet de la réforme du système de protection sociale aux États-Unis, avec le Health Care and Education Reconciliation Act.

## Contexte politique
L'une des mesures phares de la campagne électorale de Barack Obama en 2008 est la mise en place d'une importante réforme du système de santé permettant la création, au niveau fédéral, d'une « assurance santé universelle », sans pour autant imposer une couverture santé obligatoire à l'exception des enfants. Cette volonté de changer le système de santé avait notamment pour but d'éviter environ 45 000 décès par an, attribués à une couverture santé inadéquate.
Cela faisait près d'un siècle que le Congrès américain débattait de cette question de la santé. Le président républicain Theodore Roosevelt en parlait déjà dans son programme, mais fut battu à l'élection présidentielle de 1912 par le candidat démocrate Woodrow Wilson. En 1965, le président démocrate Lyndon Johnson avait promulgué le Medicare et Medicaid, assurances respectivement pour les personnes âgées et pour les personnes pauvres, après avoir rallié à lui la moitié des voix républicaines du Congrès. Le président démocrate Bill Clinton tenta lui aussi de faire passer un projet ambitieux en 1993, mais échoua.

## Processus d'adoption et de contestation parlementaire et juridique de la loi

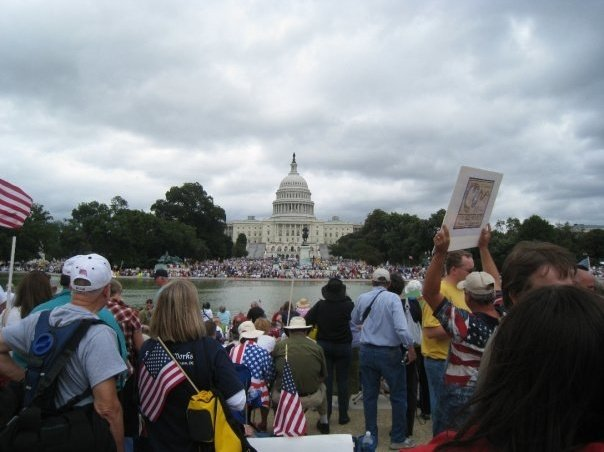
Manifestation de partisans du Tea Party, mouvement férocement opposé à la réforme du système de santé, à Washington D.C., devant le Capitole, le 12 septembre 2009.

Néanmoins, une fois élu président, Obama fut contraint à des concessions pour faire adopter son projet par le Congrès. Le 7 novembre 2009, soit presque onze mois après son investiture et en dépit d'une majorité confortable à la Chambre des représentants, il obtint de justesse, par 220 voix contre 215, l'adoption d'un texte réformant le système de santé. Un seul républicain, Joseph Cao, avait alors voté pour la réforme.
Après un long débat et de multiples amendements, le Sénat vota le projet de loi le 30 décembre 2009 par 60 voix contre 39, l'ensemble des démocrates et des indépendants votant « pour », tandis que votaient « contre » les républicains.
Finalement, après maintes péripéties, le 21 mars 2010, en dépit de sondages d'opinions défavorables, d'une polarisation aggravée de la classe politique et des citoyens américains, d'une popularité présidentielle en berne symbolisée par la victoire d'un républicain dans le Massachusetts pour succéder à Ted Kennedy et des réticences d'une partie des élus démocrates, le texte voté par le Sénat fut adopté tel quel par la Chambre des représentants par 219 voix contre 212 (178 républicains et 34 démocrates).
Dès la promulgation de la loi par Barack Obama le 23 mars 2010, les procureurs généraux (ministres de la Justice) de douze (puis quatorze) États américains déclareront mettre en œuvre une procédure judiciaire fédérale visant à contester la constitutionnalité de la nouvelle loi pour violation de la souveraineté des États alors que les législatures de 37 États entament des débats visant à adopter un statut dérogatoire pour ne pas avoir à appliquer la réforme. Puis, le 24 mars, après l'adoption au Sénat de deux amendements déposés par les républicains concernant des vices de procédure, la loi de conciliation, adoptée par la chambre des représentants pour appliquer la nouvelle loi et qui prévoit notamment une extension des subventions fédérales, une aide accrue de l'État au programme Medicaid, un élargissement de l'assiette de l'impôt et une réforme du programme des prêts aux étudiants, fut renvoyée de nouveau à la chambre pour faire l'objet d'un nouveau vote, retardant ainsi la mise en œuvre du texte. La loi de conciliation est à son tour adoptée par le Sénat le 25 mars 2010. La réforme devient alors l'un des thèmes principaux de la campagne électorale de mi-mandat de 2010, les républicains ayant promis de l'abroger ou de la modifier.
Après les élections législatives et les sénatoriales de novembre 2010, marquées par la poussée du Tea Party, tendance la plus à droite du Parti républicain, une proposition d'abrogation de la loi fut déposée au Congrès, mais rejetée par la majorité démocrate. Ainsi, en février 2011, le Sénat vota contre l'abrogation de la loi à 51 voix contre 47, l'ensemble des démocrates soutenant la loi tandis que les républicains s'y opposaient. Paul Ryan propose un budget fédéral alternatif vidant de sa substance la réforme, The Path to Prosperity, les démocrates dénoncent un darwinisme social. La lutte contre la loi a néanmoins continué et depuis janvier 2011, 56 votes relatifs à l'abrogation, la modification, ou la réduction de la loi ont eu lieu au Congrès américain. Le dernier en date a eu lieu en février 2015, vote au cours duquel un texte abrogeant l'Obamacare a été adopté à 239 voix contre 186 par la Chambre des représentants. Ce vote a cependant de grandes chances de n'avoir aucune conséquence comme les 55 précédents, le président Obama ayant indiqué qu'il opposerait son veto au texte si le Sénat l'adoptait aussi.
La bataille contre la loi a aussi eu lieu au niveau juridique. Plus d'une vingtaine de dossiers ont été déposés contestant la constitutionnalité de la loi, deux juges fédéraux ayant accueilli favorablement ces plaintes en Floride et en Virginie. L'un des arrêts opposés à la loi contestait le caractère constitutionnel de l'assurance obligatoire, dispositif introduit par la nouvelle loi afin d'équilibrer l'obligation d'assurance à laquelle sont astreints les assureurs privés, lesquels n'ont plus le droit de refuser des dossiers ou d'augmenter les frais d'inscription de manière démesurée en raison de l'état de santé du client. La Cour suprême fut finalement chargée de trancher le litige et le 28 juin 2012, à la grande surprise des républicains, cette dernière valida à 5 voix contre 4 la constitutionnalité de l'Obamacare
Le blocage des représentants du Parti républicain sur le budget fédéral des États-Unis, dont ils veulent obtenir l'abandon de la Patient Protection and Affordable Care Act, fait que, pour la 18e fois de son histoire et la première fois depuis 1996,, l'administration fédérale américaine effectue un blocage (« Shutdown ») le 1er octobre 2013. Le 17 octobre, un accord est finalement trouvé entre les démocrates et les républicains qui met fin au shutdown tout en relevant le plafond de la dette. L'Obamacare n'a donc pas été modifiée. Mais l'accord ne porte que jusqu'au 15 janvier 2014 pour le budget fédéral, et au 7 février pour l'autorisation donnée au Trésor d'emprunter sur les marchés (plafond de la dette). En décembre 2013, l'administration Obama édulcore finalement sa réforme de la santé à cause de nombreux dysfonctionnements, repoussant pour des millions d'Américains d'un an l'obligation de souscrire à une police d'assurance maladie.

## Dispositions principales de la loi
Qualifié d'historique, le texte, qui n'a reçu aucune voix de l'opposition (une première historique pour ce genre de législation), permet de garantir une couverture santé à 32 millions d'Américains qui en sont dépourvus. Il reste néanmoins bien en dessous des promesses électorales de Barack Obama car elle n'inclut pas, notamment, de régime public universel ni même d'assurance publique, et laissera 5 % des résidents américains (23 millions de personnes) sans aucune couverture maladie (contre 15 % avant la réforme). L'une des promesses brisées, très répétée par le président, était que l'ACA n'affecterait pas ceux qui ont déjà une assurance santé ,.
En vertu du texte ainsi adopté, la plupart des Américains auront l'obligation de s'assurer avant 2014, sous peine de se voir infliger des pénalités. Des subventions seront accordées par le gouvernement fédéral pour aider les familles aux plus bas revenus à payer leurs cotisations (revenus inférieurs à 88 000 dollars par an). Les entreprises de plus de 50 salariés (PME et commerçants) qui ne fourniront pas de couverture devront également payer des pénalités. 
Par ailleurs, le texte interdit aux assurances de refuser de couvrir des personnes en raison de leurs antécédents médicaux. Les parents pourront également protéger leurs enfants jusqu'à l'âge de 26 ans.
Néanmoins, pour parvenir à ses fins et faire adopter cette loi, Barack Obama répond aux demandes du sénateur du Nebraska Ben Nelson, en annonçant qu'il signera un décret garantissant que la réforme ne modifierait en rien les restrictions interdisant l'utilisation de fonds fédéraux pour des avortements, ce qu'il fait le 24 mars au lendemain de la promulgation de la loi.
Plusieurs correctifs doivent encore être adoptés par une loi budgétaire par les deux chambres. La réforme devrait coûter 940 milliards de dollars (695 milliards d'euros) sur dix ans. Son financement devrait être assuré par des taxes sur les revenus élevés et la baisse des dépenses de soins mais également par des taxes supplémentaires sur les entreprises et les revenus de l'investissement.

### Liste des mesures principales
Nombre des dispositions de la loi n'entrent en vigueur que le 1er octobre 2013 pour une application à partir de 2014.
- Les assureurs doivent accorder le même niveau de protection, au même coût, au niveau national, de tout client du même âge, sexe, et lieu de résidence, quel que soit leur état de santé lors de la signature du contrat d'assurance santé.
- Le Medicaid est étendu aux individus et familles vivant avec un revenu équivalent à 133 % du taux de pauvreté.
- Mise en place d'un système de Health insurance exchange (en) : chaque État fédéré met en place une sorte de marché régulé des assurances, sélectionnant les contrats privés qui obéissent aux règles de protection du droit des consommateurs et bénéficient par conséquent de soutiens financiers de l'État fédéral. Les personnes à revenu modeste, mais supérieur au plafond donnant droit à l'assistance Medicaid, bénéficient de soutiens budgétaires de l'État lorsqu'ils s'assurent via des contrats supervisés par ce système d'échange.
- Mise en place d'un Health insurance mandate (en) ou obligation d'assurance, visant à équilibrer l'obligation faite aux assureurs d'accorder le même niveau de protection aux clients similaires, quel que soit leur état de santé. Le principe de cette obligation vise à empêcher des clients de s'assurer au dernier moment, lorsque leur état est critique, à un moindre coût, en bénéficiant de l'égalité de protection tout en s'affranchissant de la répartition équitable des frais de santé sur la collectivité, via le dispositif d'assurance. Cette obligation, qui existait déjà, à certains niveaux, dans certains états, notamment Hawaï, est l'une des dispositions les plus contestées de la loi par les Républicains.
- Mise en place du Community Living Assistance Services and Supports Act (en) (CLASS Act), intégré en tant que titre VII de la loi. Ce projet était défendu en particulier par le défunt sénateur Ted Kennedy, l'un des représentants de l'aile gauche du Parti démocrate. Cette disposition crée un fonds public fédéral assurantiel, qui vise à protéger les individus des aléas de la vie. L'adhésion à cette sorte de mutuelle est facultative. Chacun des assurés reçoit, notamment en cas d'invalidité, une somme lui permettant de subvenir à ses besoins vitaux quotidiens (de 50 à 75 dollars par jour). Le Congressional Budget Office a estimé que cette disposition pourrait faire économiser 2 milliards de dollars au Medicaid lors de la première décennie, puisqu'elle permet de remplacer en partie celle-ci (les volontaires ayant contribué au fonds étant garantis par ce dernier et non plus par Medicaid auquel ils auraient eu droit).
- Via l'intégration du Biologics Price Competition and Innovation Act de 2009, rédigé par le sénateur Ted Kennedy, au Patient Protection and Affordable Care Act, la Food and Drugs Administration (FDA) devient compétente pour l'autorisation des bio-génériques. Les bio-médicaments brevetés conservent ce droit d'exclusivité pendant 12 ans (disposition à effet immédiat). Les génériques sont remboursés davantage que les médicaments brevetés par le Medicaid. En novembre 2010, la députée européenne socialiste Françoise Castex a souligné que l'art. 2.2 de l'Accord commercial anti-contrefaçon (ACTA), en cours de négociation, contredisait des dispositions du Patient Protection and Affordable Care Act établissant des plafonds concernant les dommages et intérêts en cas de non-respect des brevets de médicaments[25].
- Par ailleurs, un Patient-Centered Outcomes Research Institute (en), organisation indépendante à but non lucratif, est institué, afin d'effectuer des analyses comparées concernant l'efficacité des médicaments. L'institut n'a qu'une compétence consultative, ne pouvant ni imposer certains médicaments ni fixer des taux de remboursement. Contrairement au National Institute for Health and Clinical Excellence britannique, l'Institut est légalement empêché de développer un index QALY (Quality Adjusted Life Year, mettant en rapport l'espérance de vie avec sa qualité, c'est-à-dire prenant en compte la dépendance ou le handicap) dans son évaluation de la valeur comparée des traitements.
- Prorogation et modification du Indian Health Care Improvement Act concernant spécifiquement les Amérindiens vivant dans les réserves tribales.
- Modification du False Claims Act de 1863.

### Bilan provisoire
La réforme, après un début difficile, a permis une forte diminution de la proportion d'Américains sans assurance maladie, qui est tombée de 20,3 % à 13,2 % de la population entre 2013 et 2015. Ce taux tombe à 10,9 % en 2016, mais remonte à 12,3 % après les différentes tentatives de Donald Trump pour faire disparaître l'Obamacare ou en diminuer la portée.

#### Lancement du programme
La réforme qui est lancée en octobre 2013 connaît alors de sérieuses difficultés :
- le site internet ouvert le 1er octobre, où les non assurés devaient se rendre pour trouver une assurance, a été incapable de supporter le nombre de connexions. Les nombreux avertissements émis précédemment sur ces problèmes ont été ignorés ;
- 5 % des Américains bénéficiant déjà d'une assurance privée ont vu son coût augmenter, devant souscrire alors une nouvelle assurance.

Obama a alors été contraint de reconnaître les erreurs qui ont accompagné la mise en place de sa réforme. Il a dû retarder d'un an les annulations de polices d'assurance.

#### Montée en puissance
Après ses difficultés initiales, la réforme s'est révélée un succès, conduisant à une baisse de 7 points de pourcentage des non assurés. Ainsi, en mars 2015, l'administration américaine souligne une « réduction historique » du nombre d'Américains sans assurance maladie : « la proportion de non-assurés est tombée de 20,3 % à 13,2 % de la population entre le troisième trimestre 2013 et le premier trimestre 2015 ».
Tous les États ont vu la proportion de non assurés baisser. Mais cette baisse n'a pas été homogène. Elle a été beaucoup plus forte dans les États qui ont décidé d'étendre, dans le cadre de la réforme, l'accès au Medicaid et qui ont cherché à pousser leurs habitants non couverts à souscrire une assurance, comme la Virginie-Occidentale dont la proportion de non assurés est passée de 20 % en 2013 à 6,8 % en 2016. Au contraire, la proportion d'individus non couverts a peu baissé dans les États du Sud, très républicains, qui ont mis en œuvre avec beaucoup de résistance la réforme.

## Première puis deuxième tentative d'abrogation
Après son investiture, Donald Trump signe un décret dans l'objectif d'abroger l'Affordable Care Act, communément appelée l'Obamacare. Ce décret est d'autant plus symbolique qu'il s'agit du premier signé par Donald Trump après son entrée en fonction. Cette abrogation est symboliquement perçue comme une rupture avec le précédent gouvernement. Cependant, face à l'opposition de la Chambre des représentants (pourtant à majorité républicaine), le texte visant à abroger l'Obamacare est finalement retiré le vendredi 24 mars 2017, à la demande du nouveau président, qui essuie là son premier grand revers politique. Le 4 mai 2017, la Chambre des représentants adopte de justesse un projet d'abrogation de l'Obamacare, mais le texte est rejeté par le Sénat le 28 juillet suivant à la suite du vote décisif du sénateur républicain John McCain qui rejoint deux de ses collègues républicaines en votant contre l'abrogation de l'Obamacare. Le 13 octobre 2017, Donald Trump publie un nouveau décret pour contourner l'Obamacare.
Finalement, Donald Trump change de tactique pour abroger l'Affordable Care Act en soutenant d'une part les initiatives judiciaires contre ce texte, notamment au Texas. D'autre part en faisant un cheval de bataille pour l'élection présidentielle américaine de 2020, promettant une abrogation effective s'il était réélu.